# Diana Lake Provincial Park
Diana Lake Provincial Park ist ein 233 Hektar großer Provincial Park 16 Kilometer östlich der Stadt Prince Rupert im North Coast Regional District in British Columbia, Kanada. Der Park wurde 1980 eingerichtet und wird durch BC Parks verwaltet.
In der unmittelbaren Nachbarschaft des Parks befindet sich mit dem Prudhomme Lake Provincial Park ein weiterer der Provincial Parks in British Columbia.

## Beschreibung
Der Park bietet den Anwohnern und Reisenden entlang dem Highway 16 Erholungsmöglichkeiten am See, am Seeufer und im Wald. Der Diana Lake ist das wichtigste Süßwasser-Erholungsgebiet in der Region, wobei nur das Nordufer des im südlichen Parkbereich gelegenen Sees zum Schutzgebiet gehört.
Der Diana Creek Nature Trail schlängelt sich entlang dem Diana Creek durch küstennahen, gemäßigten Regenwald. Der MacDonald Trail beginnt im Park, führt durch mehrere Hochmoore und hinauf zum MacDonald Peak.
In diesem Park gibt es keine Trinkwasserversorgung.

## Flora und Fauna
Mit dem Biogeoclimatic Ecological Classification (BEC) Zoning System wird das Ökosystem von British Columbia in verschiedene biogeoklimatische Zonen eingeteilt. Biogeoklimatische Zonen zeichnen sich durch ein grundsätzlich identisches oder sehr ähnliches Klima sowie gleiche oder sehr ähnliche biologische und geologische Voraussetzungen aus. Daraus resultiert in den jeweiligen Zonen dann grundsätzlich auch ein sehr ähnlicher Bestand an Pflanzen und Tieren. Innerhalb dieser Systematik wird der Park auf Grund seiner Lage der Coastal Western Hemlock Zone (CWHvh2) zugeordnet.
Fünf Arten der Pazifischen Lachse, darunter die Regenbogenforelle und ihre „steelhead trout“ genannte Wanderform, sowie Dolly-Varden-Forellen sind in den Seen und Bächen rund um den Park zu finden.

## Bilder
- Diana-Bach-Stromschnellen
- Diana-Bach

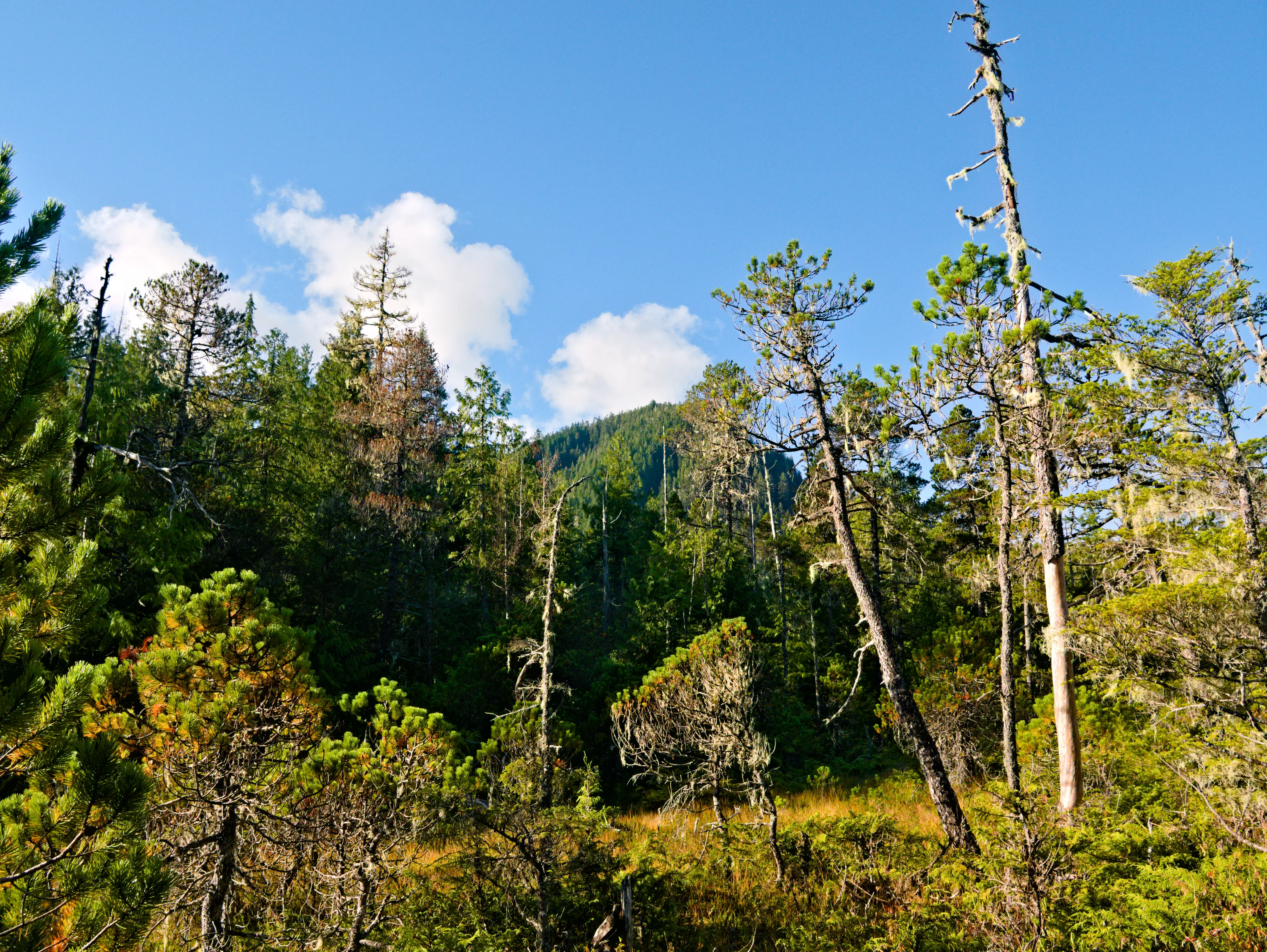
Moor-Kernwuchs
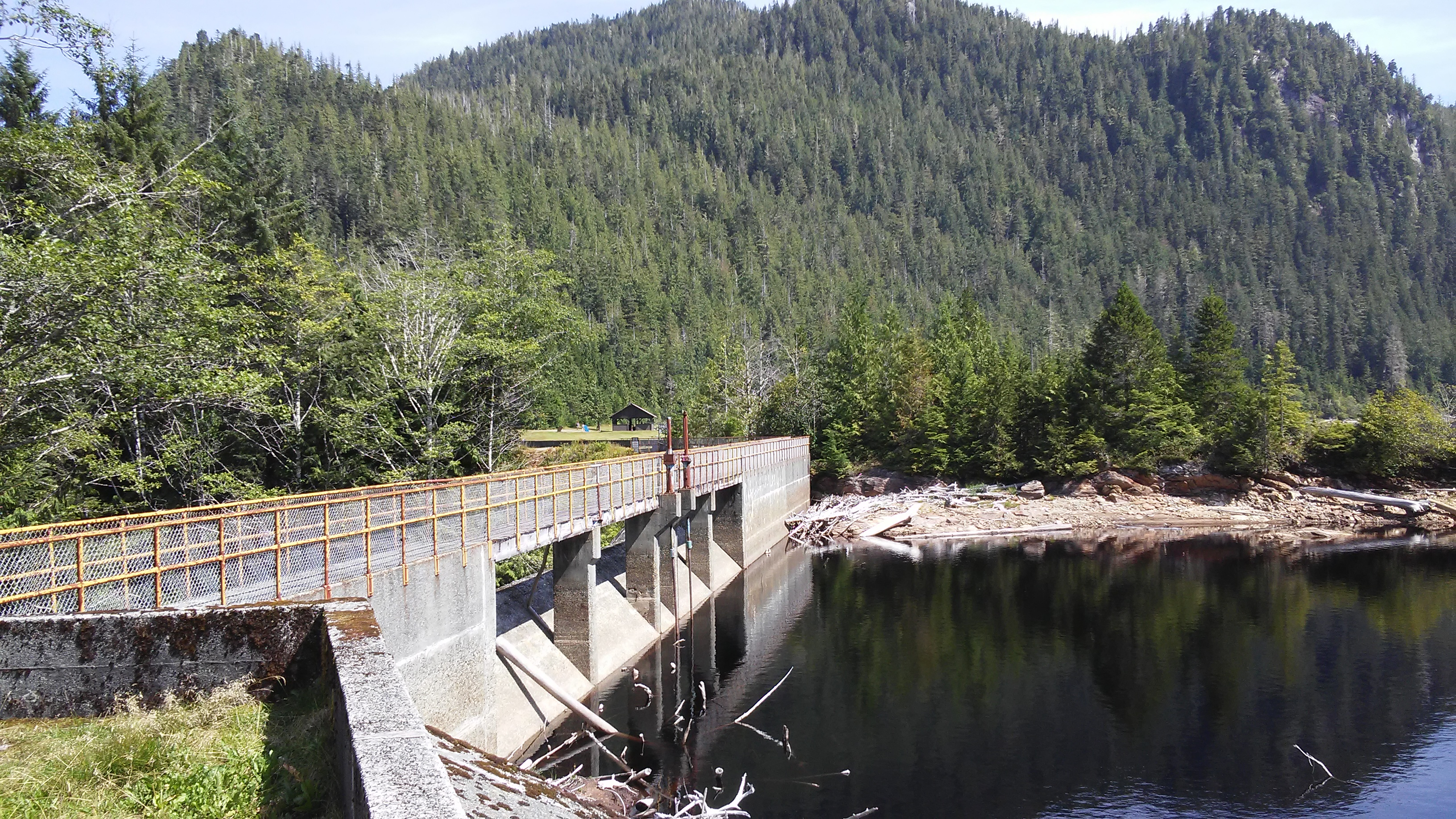
Skeena-Cellulose-Damm
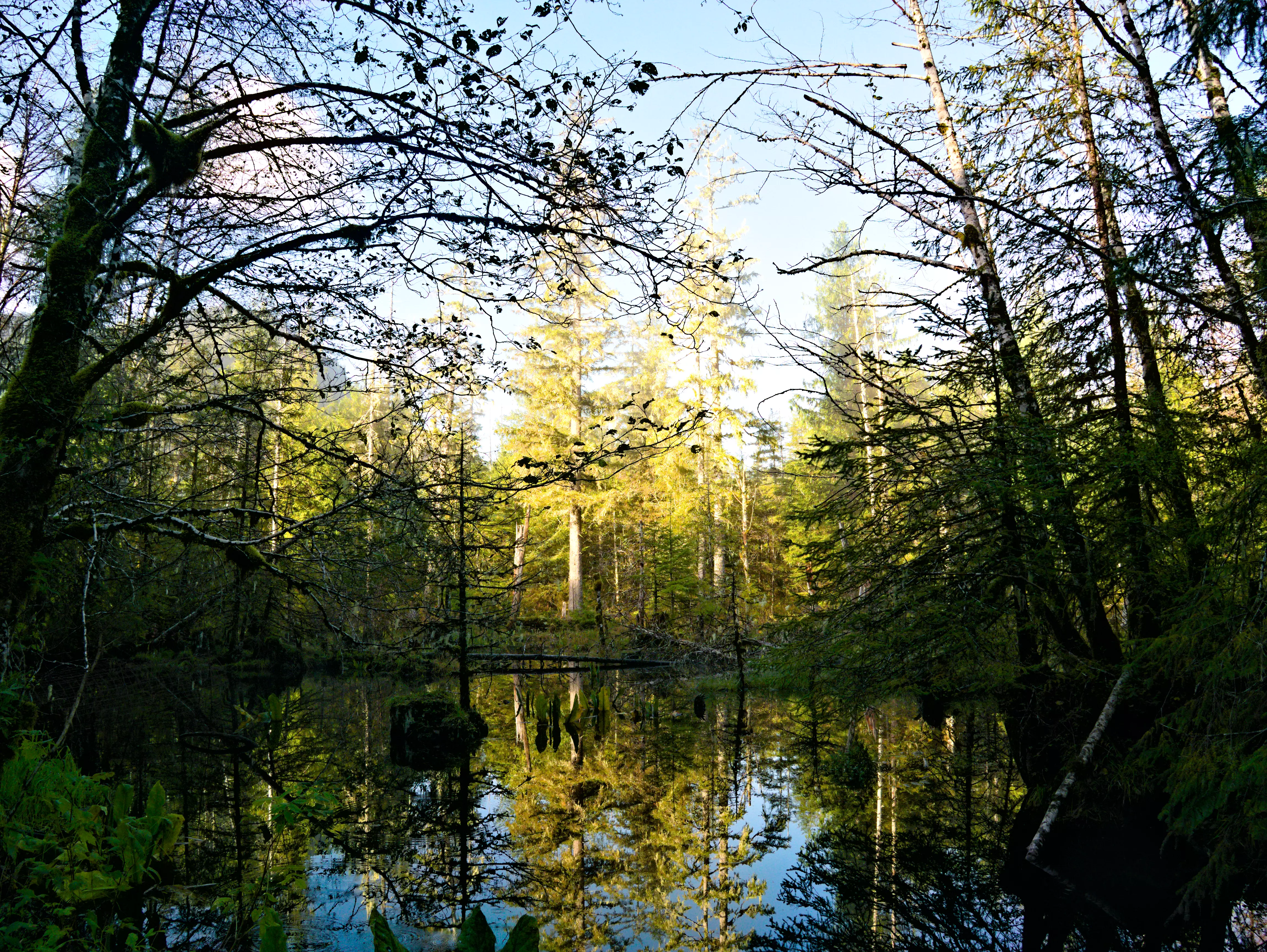
Feuchtgebietsquelle
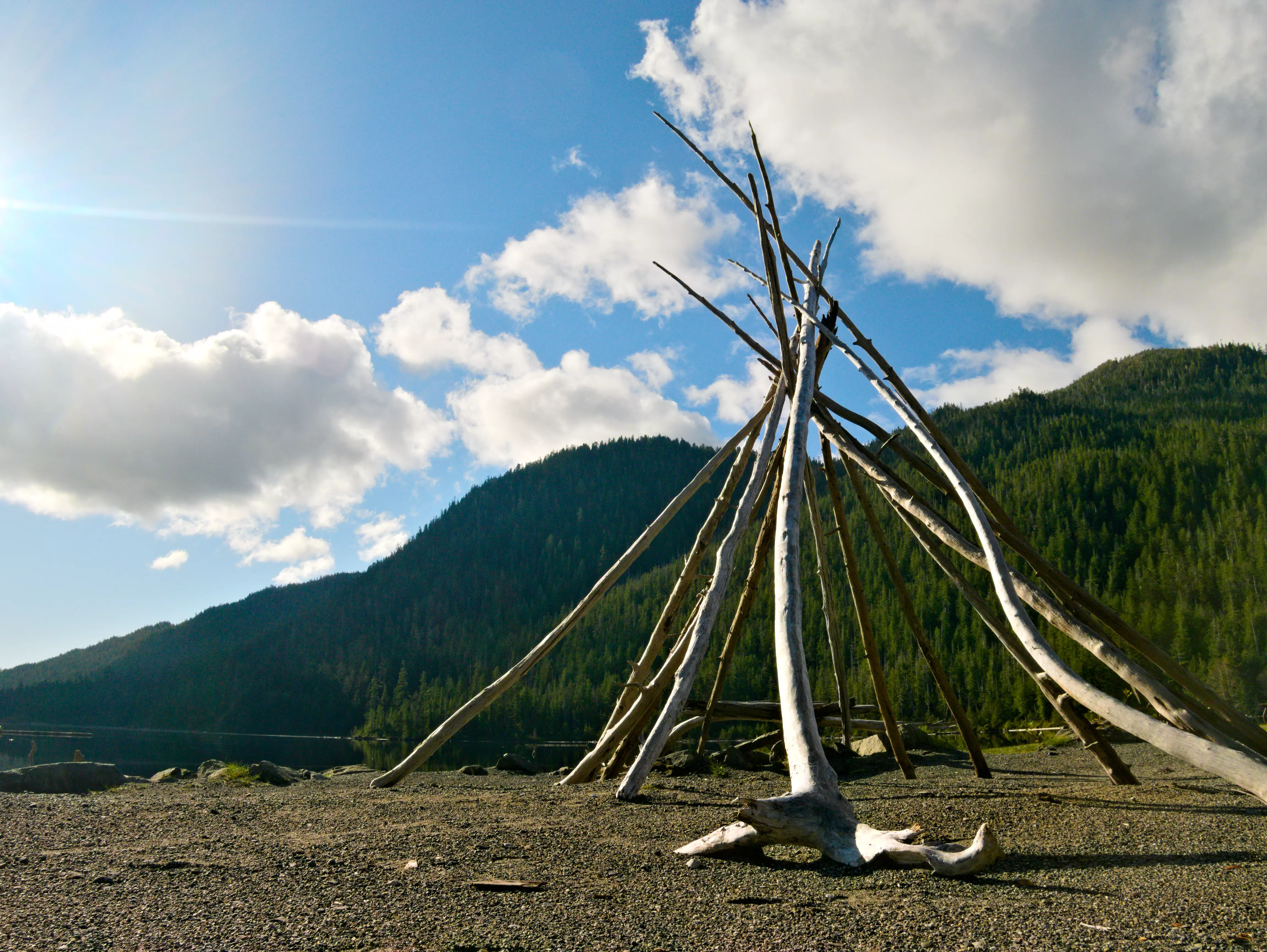
Treibholz-Skulptur